# چیهارو شیدا
چیهارو شیدا (انگلیسی: Chiharu Shida؛ زادهٔ ۲۹ آوریل ۱۹۹۷) بدمینتون‌باز زن اهل ژاپن است.